# 안호진
안호진(1991년 1월 22일)은 대한민국의 전직 스타크래프트 II 프로게이머이다. LG-IM(Incredible Miracle)팀에 소속이었고 아이디는 LG-IM.Happy다.
2013년 학업을 위해 은퇴하였다.

## 개인리그 기록
- 2011년 펩시콜라 글로벌 스타크래프트 II 리그 July 4강
- 2011년 펩시콜라 글로벌 스타크래프트 II 리그 August 32강
- 2011년 소니 에릭슨 글로벌 스타크래프트 II 리그 October Code S 4강
- 2011년 소니 에릭슨 글로벌 스타크래프트 II 리그 Nov. Code S 16강
- 2011년 소니 에릭슨 글로벌 스타크래프트 II 리그 November Code A 12강
- 2011년 WCG 2011 스타크래프트 II 부문 한국 대표 선발전 4위
- 2012년 핫식스 2012 글로벌 스타크래프트 II 리그 시즌 1 Code S 32강
- 2012년 핫식스 2012 글로벌 스타크래프트 II 리그 시즌 2 Code A 12강
- 2012년 무슈제이 2012 글로벌 스타크래프트 II 리그 시즌 3 Code S 32강
- 2012년 핫식스 2012 글로벌 스타크래프트 II 리그 시즌 4 Code S 16강
- 2012년 핫식스 2012 글로벌 스타크래프트 II 리그 시즌 5 Code S 32강
- 2013년 핫식스 2013 글로벌 스타크래프트 II 리그 시즌 1 Code A 48강